# 임헌표
임헌표(林憲杓, 1935년 ~ , 충청남도 연기군)는 대한민국 육군 군인, 관료이다. 1958년 육군사관학교 14기로 임관하였으며, 사단장과 수도군단장 등을 역임하였다. 중장으로 있을 때 제24대 국방부 차관(임기:1988년 12월 12일 ~ 1990년 12월 28일)으로 발탁되었다.